# Elvy Kalep
Alviine-Johanna Kalep (26 de Junho de 1899 - 15 de Agosto de 1989), conhecida como Elvy Kalep, foi uma aviadora estoniana e a primeira mulher do país a pilotar aeronaves, além de artista, designer de brinquedos e autora de livros infantis.
Kalep cresceu na Estónia e na Rússia e, posteriormente, mudou-se para a China para fugir da Guerra Civil Russa. Trabalhou durante algum tempo como intérprete para oficiais militares na China antes de se estabelecer em Paris para estudar arte com Alexandre Jacovleff. Em 1931, qualificou-se como piloto na Alemanha, tornando-se a primeira mulher piloto da Estónia. Fazendo amizade com a aviadora americana Amelia Earhart, juntou-se às Ninety-Nines e assumiu a causa de encorajar outras mulheres a seguir a aviação. Escreveu e ilustrou um livro infantil sobre aviação, Air Babies, publicado pela primeira vez em 1936.
Após se estabelecer nos Estados Unidos, Kalep fundou uma fábrica de brinquedos em Nova York. Embora tenha sido forçada a fechar o negócio em 1946 devido à sua saúde debilitada, sustentou-se durante a década de 1950 a vender patentes de designs de brinquedos para grandes empresas. Nas décadas seguintes, criou obras de arte em couro, que expôs pelos Estados Unidos. Em 1989 viria a falecer, na Flórida.

## Início de vida e juventude
Kalep nasceu no dia 26 de Junho de 1899 na vila de Taali, na paróquia de Tori, no condado de Pärnu. Era filha única de Joanna (nascida Liidemann) e do chaveiro Aksel Emil, que faleceram quando ela era jovem. Frequentou o Tallinna Tütarlaste Kommertsgümnaasium, uma escola secundária feminina em Tallinn. Quando adolescente, Kalep mudou-se para a Rússia para morar com uma tia em São Petersburgo. Ela testemunhou os eventos que desencadearam a Revolução de Fevereiro de 1917 e passou uma noite detida pela polícia como testemunha ocular. Fez uma tentativa frustrada de fugir no início da revolução, durante a qual testemunhou seis homens sendo baleados enquanto esperavam na fila para comprar passagens de comboio para fora do país. Ela e a sua tia mudaram-se para Vladivostok, onde se casou com um general russo, o conde Slastšov, e teve um filho. Viveu em Vladivostok por oito anos, durante os quais fez inúmeras tentativas de fuga, até que a sua família conseguiu fugir com sucesso para a China, um refúgio que escolheram por causa dos laços de Slastšov com Zhang Zuolin.
Um ano após chegar a Harbin, na China, o filho de Kalep faleceu e o seu marido desapareceu. Kalep conseguiu sustentar-se a trabalhar como intérprete — ela falava russo, alemão, inglês e chinês — para um general britânico em Shenyang. Ela também foi contratada por Zhang Zuolin e, mais tarde, pelo seu filho, Zhang Xueliang, mas decidiu regressar à Estónia em 1925. Viajou pela Indonésia, Itália e França antes de chegar finalmente a Tallinn em 1926. Logo depois, estabeleceu-se em Paris, onde estudou a arte de pintura a óleo com o pintor russo Alexandre Jacovleff. Casou-se com Rolf Baron von Hoeningen-Bergendorff.

## Carreira na aviação
Kalep começou a voar no final da década de 1920, quando conheceu o aviador holandês Anthony Fokker enquanto estava de férias em St. Moritz e solicitou que ele a ensinasse a pilotar um avião. Ela completou cinco horas de voo com Fokker e fez o seu teste de pilotagem na Alemanha no dia 1 de Agosto de 1931. A prova foi um sucesso, tornando-se na primeira mulher piloto qualificada da Estónia e a sétima mulher a passar na prova na Alemanha. Logo após receber a sua licença, Kalep e Valter Mayer, um mecânico alemão, co-pilotaram um pequeno avião Klemm de Berlim pela região do Báltico, parando em Szczecin, Gdańsk, Kaunas, Jelgava e Riga, e aterrando por fim em Tallinn a 18 de Agosto. Ao chegar a Tallinn, Kalep foi recebida por uma multidão de jornalistas e oficiais da Força Aérea da Estónia; antes de iniciar a sua viagem de volta a Amsterdão, visitou brevemente alguns parentes em Nõmme.
Em Maio de 1932, Kalep viajou da França para Nova York no navio a vapor SS Paris com a intenção de voar de volta para a Europa através do Oceano Atlântico; na época, nenhuma mulher havia feito um voo transatlântico solo. Ela fez amizade com a pioneira da aviação americana Amelia Earhart, que, sem o conhecimento de Kalep, planeava um feito semelhante. Após o voo bem-sucedido de Earhart do Canadá para a Irlanda a 20 de Maio, Kalep decidiu que não valeria a pena fazer a sua própria tentativa de voar através do Atlântico, dado que ela já não seria a primeira mulher a fazê-lo. Ela continuou a encorajar outras mulheres a entrar no campo da aviação, e tornou-se membro da Ninety-Nines, uma organização internacional para mulheres pilotos fundada por Earhart e 98 outras aviadoras. Em Agosto de 1932, Kalep planeou voar com Roger Q. Williams de Los Angeles para Atenas para comemorar a cidade sede dos Jogos Olímpicos de Verão de 1932, mas o seu voo foi cancelado. Logo depois, foi relatado que Kalep tinha-se casado novamente, com W. E. Hutton-Miller, um corretor da bolsa americano.
Em 1936 Kalep publicou a primeira edição de Air Babies, um livro infantil que escreveu e ilustrou para ensinar as crianças sobre voar. A história seguiu dois aviões jovens, Happy Wings e Speedy, e uma re-impressão de 1938 incluiu um prefácio de Earhart, que embarcou no seu último voo três dias após escrever; ela desapareceu enquanto voava em 1937. Kalep disse mais tarde sobre o desaparecimento de Earhart: "Sinto muita falta dela. Quando soube que Amelia havia desaparecido, bem, eu fiquei desfeita." Kalep visitou a Feira Mundial de Nova York de 1939 para promover Air Babies na televisão e para falar no almoço do National Woman's Party.

## Carreira em arte e design
Após a eclosão da Segunda Guerra Mundial em 1939, e com a dissolução do seu terceiro casamento, Kalep iniciou um novo empreendimento comercial no mercado de brinquedos americano. Ela projectou uma boneca chamada Patsie Parachute que, quando lançada ao ar, caía lentamente como um paraquedista. As bonecas foram produzidas numa fábrica de Nova York. A sua saúde deteriorou-se, e os seus lucros com o negócio foram gastos quase inteiramente em custos médicos; passado algum tempo, viu-se forçada a fechar o negócio em 1946. Ainda assim, Kalep conseguiu recuperar em 1950 e passou a ganhar a vida a vender patentes de designs de brinquedos para grandes empresas. Um dos seus designs de sucesso foi o Scribbles Dolls — bonecas de brinquedo com rostos em branco que podiam ser decoradas individualmente por crianças — um projecto inspirado nas 50 mil cabeças de bonecas que sobraram do encerramento da fábrica Patsie Parachute.
Na década de 1960, enquanto vivia em Palm Beach, Flórida, Kalep começou a criar obras de arte em couro que vendia aos seus vizinhos para ganhar a vida. Ela criou pinturas tridimensionais feitas de pequenos pedaços de couro colorido importados da França. Ao longo da década de 1970, exibiu a sua arte em exposições nos Estados Unidos e vendeu obras para clientes importantes, incluindo Eugene Ormandy.

## Falecimento
Kalep faleceu no dia 15 de Agosto de 1989, aos 90 anos, no Regency Health Care Center de Lake Worth, Flórida; já morava na unidade desde 1986. Ela casou-se três vezes, mas não tinha família sobrevivente no momento da sua morte. Obituários de Kalep foram publicados no jornal da Flórida, o Sun-Sentinel, e no Vaba Eesti Sõna, um jornal em língua estoniana publicado em Nova York.